# 幻の怪獣テラインコグニータを探せ
『幻の怪獣テラインコグニータを探せ』（まぼろしのかいじゅうテラインコグニータをさがせ）は加藤礼次朗の漫画作品。『特撮エース』（角川書店刊）No.005 - No.012に連載された。未単行本化。連載開始時点では『幻の怪獣を探せ』だったが、第1話中で名称が判明し、以降は現タイトルとなる。「特撮エース」誌面にて情報提供も募っていた。

## あらすじ
クリエイター・高島健一は、子供の頃の記憶で中唯一思い出せない怪獣を求め、漫画家・加藤礼次朗と「特撮エース」編集・福留一輝と共に「UMMR」を発足する。業界関係者を巻き込み、幻の怪獣「テラインコグニータ」の情報を得るために奮闘する。

## 登場人物
全て実在する人物がモデルとなっている。

### UMMR
「Unidentified Misterious Monster Resercher」の略称。高島が発足した「未確認怪獣捜査隊」。
高島健一
企画会社『株式会社 フォーサム』所属のクリエイター。
幼少時、唯一思い出せない幻の怪獣「テラインコグニータ」を求めUMMRを結成する。
加藤礼次朗
漫画家。本作執筆の傍ら、自らのネットワークを駆使し、テラインコグニータを調査する。
福留一輝
「特撮エース」編集。
編集そっちのけで、テラインコグニータ調査に奔走する。第2話以降、もみあげ先端が白髪化している。

### 協力者
品田冬樹
造型師。
当時、「ちびっこスペシャル」を観ていた記憶があったものの、有力な手がかりを得られなかった。だが、記憶を頼りに描いたテラインコグニータの姿は高島のイラストとほぼ一致した。
赤司"Ryu"竜彦
「メディコム・トイ」代表。
独自のネットワークにより、「ちびっこスペシャル」のレコードを発掘する等、数多くの有力な情報を提供した。
破李拳竜
漫画家、スーツアクター。
1983年、東宝砧撮影所の「怪獣倉庫」で、テラインコグニータの着ぐるみの頭部を目撃していた。
はぬまあん
漫画家、児童文化研究家。
作中では僧侶の格好で登場、調査に行き詰まるUMMRを一喝した。

## 怪獣神テラインコグニータ
1972年、東京12チャンネルで放送されていた子供番組『ちびっこスペシャル』に登場する怪獣。
番組内で登場したのが、放送第38回。全47回の終了間際での登場だったこと、関東ローカル番組故に、テレビマガジン等全国誌での紹介が困難だった等、様々な要因が重なり「幻の怪獣」となってしまう。また、当時の新聞の番組欄には「恐竜人間」と表記されていた。
『行け!ゴッドマン』に登場した怪獣は、元々テラインコグニータの対戦相手として作られたものであったとされる。
『ちびっこスペシャル』の放送期間は、1971年11月14日から1972年9月24日まで。9月3日は『ミュンヘンオリンピック』が放送されたため休止。（関東地区では）裏番組の『シルバー仮面』『シルバー仮面ジャイアント』（TBS）に肉薄する視聴率を出すことも多く、中には僅差で上回ったこともあった。最高視聴率は9%台を記録した。

## 連載リスト
- 第1話「深海に生きる魚族のように」の巻
- 第2話「恐怖のうちゅうせん（前）」の巻
- 第3話「恐怖のうちゅうせん（後）」の巻
- 第4話「驚悸人間」の巻
- 第5話「明日も探せ」の巻
- 第6話「電次郎なげき節」の巻
- 第7話「解散！？UMMR」巻
- 第8話「さらば！！UMMR」巻